# Горка (Жубрининский сельсовет)
Горка — деревня в Бабушкинском районе Вологодской области.
Входит в состав Рослятинского сельского поселения (с 1 января 2006 года по 8 апреля 2009 года входила в Жубрининское сельское поселение), с точки зрения административно-территориального деления — в Жубрининский сельсовет.
Расстояние до районного центра села имени Бабушкина по автодороге составляет 110 км, до центра муниципального образования Рослятино по прямой — 24 км. Ближайшие населённые пункты — Бабья, Мумаиха, Терехово.
Население по данным переписи 2002 года — 1 человек. На 2018 г.- нежилая.